# جانی سیچی
جانی سیچی (انگلیسی: Gianni Schicchi) کمیک اپرایی از آهنگساز و مصنف مشهور ایتالیایی جاکومو پوچینی است که دریک پرده نوشته شده‌است. لیبرتو این اثر بر عهده جواکینو فورتسانو است. این اثر میان سال‌های ۱۹۱۷ تا ۱۹۱۸ تکمیل شد. لیبرتو جانی سیچی بر پایه کمدی الهی از دانته آلیگیری است.
جانی سیچی داستانی کمدی و طنزآلود است که بر اساس کمدی الهی (Commedia Divina) از دانته الیگیری ساخته شده است. داستان اپرا در مورد یک خانواده ثروتمند است که پدربزرگ آن‌ها به نوعی سوءاستفاده از قانون مرگ خود کرده است و جانشینی خود را به پدرخوانده‌ی خود، جیانی سیچی، سپرده است. در این داستان، جیانی سیچی، با ارتباط با دختری از خانواده ثروتمند، تلاش می کند تا به یک قرارداد ارث برسد و در عین حال به دیگران نیز کمک می کند.

## نگارخانه

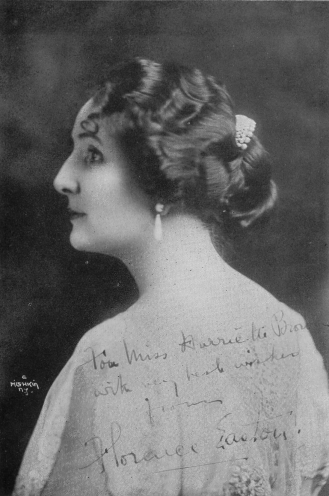
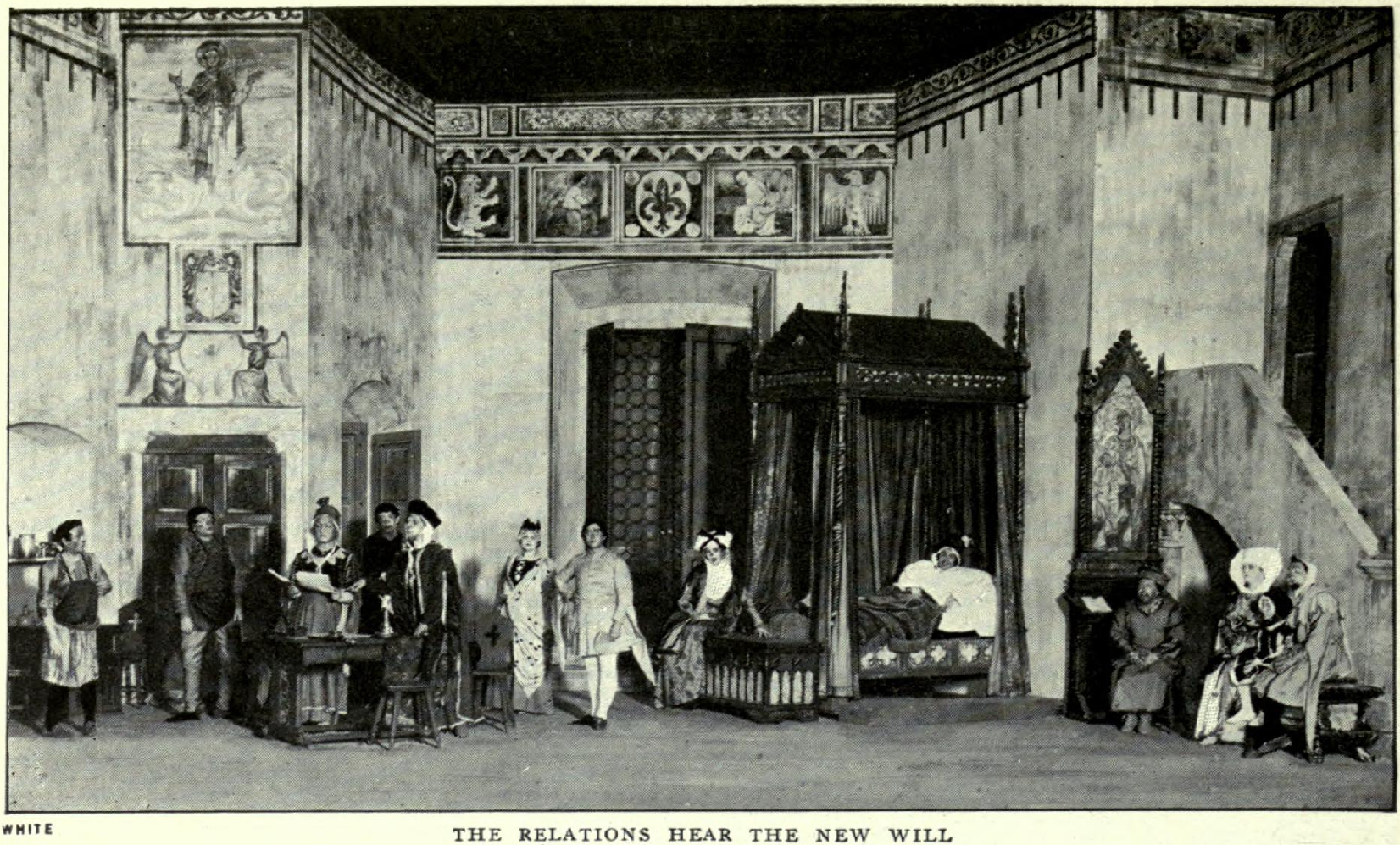
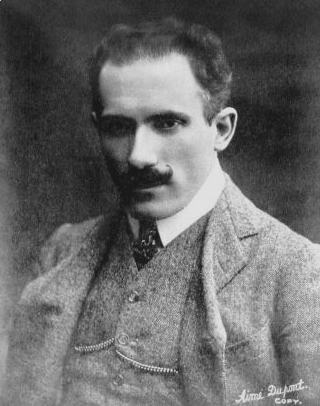